# Guargualé
Guargualé (en corso Vargualè)  es una comuna francesa del departamento de Córcega del Sur, en la colectividad territorial de Córcega.

## Demografía
| 145 | 166 | 146 | 104 | 69 | 109 | 119 | 135 |
| Para los censos de 1962 a 1999 la población legal corresponde a la población sin duplicidades (Fuente: INSEE [Consultar]) |     |     |     |    |     |     |     |